# 日産自動車サッカー部
日産自動車サッカー部（にっさんじどうしゃサッカーぶ）は、かつて存在した日本のサッカークラブ。日産自動車のサッカー部として1972年に創部した。呼称は「日産」。日本プロサッカーリーグ（Jリーグ）所属の横浜F・マリノスの前身となったクラブである。

## 概要
1970年代当時の日産自動車は野球部が都市対抗野球大会で活躍する強豪として知られていたが、野球のオフシーズンに全社を挙げて応援出来るスポーツが必要として1972年にサッカー部が創部された。
2年後の1974年にヤンマーディーゼルサッカー部（現:セレッソ大阪）から加茂周を監督に迎え本格的な強化に取り掛かる。日産自動車ではテストドライバーや医師が一年契約の嘱託契約として仕事をしており、比較的簡単に契約出来たことから、加茂は初のプロ指導者となった。2年連続で神奈川県社会人サッカーリーグ優勝の後、1976年関東サッカーリーグでは昇格初年に優勝、その年の全国社会人サッカー選手権大会で優勝し、1977年度から日本サッカーリーグ（JSL）2部に昇格、昇格初年から2位となるもののその年は入替戦で富士通サッカー部（現:川崎フロンターレ）に2戦とも敗れ1部昇格を逃す。しかし加茂の就任5年目となる1978年シーズンに再び2位となり、前年と同じ対戦相手となった富士通との入替戦を今度は連勝で制し、翌シーズンからの1部昇格を果たした。
しかし、1部昇格初年度となる1979年シーズン、1部最下位の10位に終わる。同年は最下位も2部1位との入替戦により昇降格を決定する方式であったため、2部優勝の東芝堀川町サッカー部（現:北海道コンサドーレ札幌）と対戦、連勝し1年での2部降格は免れたが、翌1980年シーズンも2年連続で最下位となり、この年は最下位が2部強制降格となるレギュレーションであったため、3シーズンぶりの2部所属となった。
1981年シーズン、2部2位に終わり、1部自動昇格の権利は逃したが、新日鐵との入替戦で勝利し、1部再昇格を果たす。なお、1982年シーズン以来、Jリーグ発足まで、2部に降格することはなかった。
最初の1部昇格後、加茂は守備的なサッカーから攻撃的サッカーへ転換を図る。1980年に中大の金田喜稔、翌1981年には明治大学の木村和司、1982年に元フジタのマリーニョを獲得し、1983年には水沼貴史を筆頭に6人の代表クラスの新卒選手が大量加入。これらの大型補強が実り1983年、1984年とJSLで2位、1983年と1985年の天皇杯を制覇した。
また環境改善も積極的に推し進め、当初は新子安のグラウンドを使用していたが、1980年に獅子ヶ谷に新しいグラウンドとクラブハウスを建設。
長年、会社と交渉した結果、1985年に木村和司、マリーニョが契約選手として認められ、翌1986年に木村はスペシャル・ライセンス・プレーヤーとして国産プロ第1号となった。また同年に厚生課が主体となり「日産フットボールクラブ」が設立。長期的な視野に立った自前の選手育成を目指しファーム、ユース、などの下部組織や女子チームの日産FCレディースを新設。後のプロリーグ参加への足掛かりを作った。

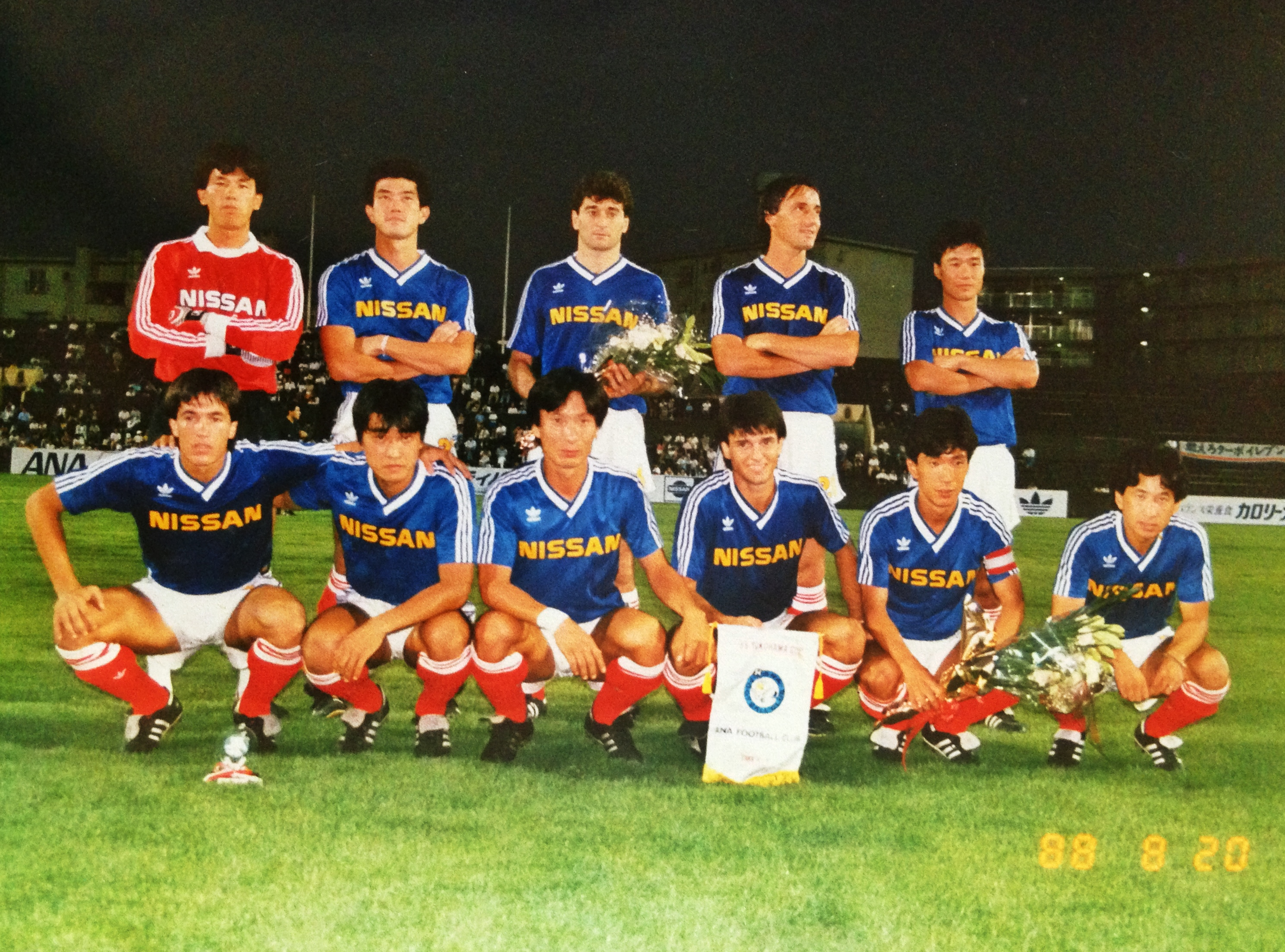
1988-89シーズンの日産自動車

1987年に元ブラジル代表の主将オスカーを獲得。オスカーの加入は守備面の修正とプロ意識をもたらし、1988-89シーズンではJSL、天皇杯、JSLカップの三冠を達成。その後も、JSL末期の1980年代後半から1990年代初頭に数多くのタイトルを獲得した。
ライバルの読売サッカークラブ（現:東京ヴェルディ1969）との一戦は両者とも攻撃的なサッカーを志向した点や、将来のプロ化を見据えたクラブ同士という点もあって人気カードとしてサッカーファンの注目を集め、1991-92シーズンの第21節、1992年3月22日に国立競技場で行われた試合では6万人の観衆を集めた。

## 略歴
- 1972年：創部
- 1976年：関東サッカーリーグ昇格
- 1977年：JSL2部昇格
- 1979年：JSL1部昇格

## タイトル

### リーグ戦
- 日本サッカーリーグ1部：2回
  - 1988年/89年、1989年/90年
- 関東サッカーリーグ1部：1回
  - 1976年

### カップ戦
- 天皇杯：5回
  - 1983年、1985年、1988年、1989年、1991年
- JSLカップ：3回
  - 1988年、1989年、1990年
- アジアカップウィナーズカップ：1回
  - 1991-92年
- 全国社会人サッカー選手権大会：1回
  - 1976年

## 過去の成績
| 年度    | 所属        | 順位 | 勝点 | 勝 | 分          | 敗 | 得点 | 失点 | JSLカップ    | 天皇杯   | 監督          |
| ------- | ----------- | ---- | ---- | -- | ----------- | -- | ---- | ---- | ------------ | -------- | ------------- |
| 1972    | 神奈川県2部 | 優勝 |      |    |             |    |      |      |              |          | 安達二郎      |
| 1973    | 神奈川県1部 | 優勝 |      |    |             |    |      |      |              |          | 安達二郎      |
| 1974    | 神奈川県1部 | 優勝 |      |    |             |    |      |      |              |          | 加茂周        |
| 1975    | 神奈川県1部 | 優勝 |      |    |             |    |      |      |              |          | 加茂周        |
| 1976    | 関東        | 優勝 | 21   | 9  | 2           | 3  | 35   | 7    |              |          | 加茂周        |
| 1977    | JSL2部      | 2位  | 43   | 8  | 4PK勝 3PK敗 | 3  | 23   | 18   | 予選グループ | 1回戦    | 加茂周        |
| 1978    | JSL2部      | 2位  | 46   | 10 | 2PK勝 2PK敗 | 4  | 30   | 16   | 予選グループ |          | 加茂周        |
| 1979    | JSL1部      | 10位 | 9    | 1  | 2PK勝 1PK敗 | 14 | 9    | 39   | 2回戦        | 2回戦    | 加茂周        |
| 1980    | JSL1部      | 10位 | 6    | 2  | 2           | 14 | 11   | 41   | 準決勝       | 1回戦    | 加茂周        |
| 1981    | JSL2部      | 2位  | 26   | 11 | 4           | 3  | 31   | 16   | 準々決勝     | 2回戦    | 加茂周        |
| 1982    | JSL1部      | 8位  | 17   | 5  | 4           | 9  | 14   | 24   | 2回戦        | 2回戦    | 加茂周        |
| 1983    | JSL1部      | 2位  | 25   | 11 | 3           | 4  | 28   | 171  | 準優勝       | 優勝     | 加茂周        |
| 1984    | JSL1部      | 2位  | 25   | 11 | 3           | 4  | 40   | 23   | 2回戦        | 準決勝   | 加茂周        |
| 1985    | JSL1部      | 5位  | 24   | 8  | 8           | 6  | 23   | 29   | 準優勝       | 優勝     | 鈴木保→加茂周 |
| 1986-87 | JSL1部      | 5位  | 24   | 10 | 4           | 8  | 35   | 24   | 準優勝       | 準々決勝 | 加茂周        |
| 1987-88 | JSL1部      | 4位  | 25   | 10 | 5           | 7  | 27   | 20   | 2回戦        | 準々決勝 | 加茂周        |
| 1988-89 | JSL1部      | 優勝 | 46   | 14 | 4           | 4  | 32   | 17   | 優勝         | 優勝     | 加茂周        |
| 1989-90 | JSL1部      | 優勝 | 47   | 14 | 5           | 3  | 44   | 26   | 優勝         | 優勝     | オスカー      |
| 1990-91 | JSL1部      | 2位  | 42   | 11 | 9           | 2  | 27   | 10   | 優勝         | 準優勝   | オスカー      |
| 1991-92 | JSL1部      | 2位  | 43   | 12 | 7           | 3  | 25   | 14   | 準決勝       | 優勝     | 清水秀彦      |

## 歴代監督
- 安達二郎 1972-1973
- 加茂周 1974-1984
- 鈴木保 1985
- 加茂周 1985.12-1989
- オスカー 1989-1991
- 清水秀彦 1991-1994

## 日産自動車出身の主な選手
GK
- 浦上壮史
- 松永成立
- 横川泉

DF
- 池田司信
- 石井肇
- 井原正巳
- 大場健史
- オスカー
- 勝矢寿延
- クルス
- 小泉淳嗣
- 越田剛史
- 佐野達
- 下條佳明
- 杉山誠
- 鈴木正治
- 田中真二
- 平川弘

MF
- 阿井達也
- エバートン
- 金田喜稔
- 木村和司
- 財前恵一
- 境田雅章
- 高間武
- 永山邦夫
- 野田知
- 柱谷幸一
- 柱谷哲二
- フジネイ
- 松橋力蔵
- マリーニョ

FW
- 加藤正浩
- 木村浩吉
- 清水秀彦
- 神野卓哉
- 長谷川健太
- 早野宏史
- 樋口靖洋
- 水沼貴史
- 山田隆裕
- レナト
- ロペス

## 横浜F・マリノスと異なる点
- 一時期、第1種の2軍選手を中心に構成する「日産FCファーム」を結成し、神奈川県サッカー協会に単独でチーム登録し、1990年から1991年関東サッカーリーグに参戦させた。当時、トップチームでの出場機会に恵まれない選手に対し、実践機会を提供することが目的（同趣旨はヤンマークラブ、読売サッカークラブ・ジュニオールも）とされ、1991年には関東リーグで優勝したが、1992年にJサテライトリーグが発足したことによりチームは関東リーグへの参加を取りやめた。
- 女子チームの日産FCレディースも所有し、日本女子サッカーリーグ（L・リーグ）にも創設時の1989年から参加していたが、Jリーグ発足に伴い男子チームのみを存続させる事を決め、1993年のシーズンをもって解散した。